# Harm-rapport
Het HARM-rapport ("Hospital Admissions Related to Medication") is een rapport uit 2006 dat beoogde het aantal geneesmiddelgerelateerde ziekenhuisopnames in Nederland in kaart te brengen.

## Aanleiding
In 2002 verscheen in het tijdschrift Pharmacy World & Science een onderzoeksverslag waaruit bleek dat het mogelijk leek om veel ziekenhuisopnamen ten gevolge van geneesmiddelbijwerkingen te voorkomen. Dit was aanleiding voor het CVZ om na elkaar twee onderzoeken in te stellen naar de Nederlandse situatie.
- Het Erasmus Medisch Centrum te Rotterdam kreeg de opdracht een onderzoek in te stellen aan de hand van beschikbare gegevens uit de Integrated Primary Care Information (IPCI) database[2].
- Het HARM-rapport, dat kort daarna werd opgesteld, is een rapport van het Instituut voor Farmaceutische Wetenschappen van de Universiteit Utrecht en verscheen in november 2006[3]. Dit rapport beoogde om voor het eerst het aantal geneesmiddelgerelateerde ziekenhuisopnames in Nederland in kaart te brengen. Daarnaast richtte het Harm-onderzoek zich ook op de kosten van de potentieel vermijdbare ziekenhuisopnames en op het benoemen van risicofactoren voor dergelijke opnames. Daartoe werd van 21 ziekenhuizen in Nederland 40 dagen lang het grootste deel van de ongeplande ziekenhuisopnames geanalyseerd.

Rond diezelfde tijd (in 2007) had het Nivel, op grond van een dossierstudie naar dossiergegevens uit 2004 van Nederlandse ziekenhuizen, het aantal potentieel vermijdbare doden per jaar in de Nederlandse ziekenhuizen op 1.735 geschat en het aantal patiënten dat vermijdbare gezondheidsschade opliep op circa 30.000.

## HARM-onderzoek

### Omvang van het aantal geneesmiddelgerelateerde ziekenhuisopnames
De frequentie van geneesmiddelgerelateerde ziekenhuisopnames bleek 2,4% van alle ziekenhuisopnames en 5,6% van de acute opnames. Van deze opnames werd 46% als potentieel vermijdbaar beoordeeld. Geëxtrapoleerd naar heel Nederland betekende dit 41.000 geneesmiddelgerelateerde ziekenhuisopnames en 19.000 potentieel vermijdbare opnames per jaar. De geschatte jaarlijkse kosten hiervan bedragen ruim 85 miljoen euro.

#### Risicofactoren
- leeftijd: patiënten ouder dan 65 jaar kregen twee maal zo vaak een geneesmiddelgerelateerde opname als patiënten jonger dan 65 jaar.
- gastro-intestinale bloedingen
- cardiovasculaire problemen
- respiratoire aandoeningen
- overige gastro-intestinale klachten
- ontregelde diabetes mellitus

#### De geneesmiddelen die de meeste problemen veroorzaakten
- trombocytenaggregatieremmers
- coumarines
- NSAID's
- antipsychotica
- diabetes-medicatie
- corticosteroïden

#### Onafhankelijke risiscofactoren
- therapieontrouw
- verminderde cognitie
- verminderde nierfunctie
- het niet zelfstandig wonen
- meerdere aandoeningen in de medische voorgeschiedenis
- polyfarmacie

## Politieke gevolgen
Het rapport deed door de jaarlijks tienduizenden slachtoffers politiek veel stof opwaaien.
Mede naar aanleiding hiervan heeft het ministerie van VWS, na een motie in de Tweede Kamer, in 2007 het Actieplan veilige zorg opgesteld, waarin verschillende acties werden aangekondigd om de patientveiligheid te verbeteren.

Minister Ab Klink aan de Tweede Kamer:
Uit eerdere onderzoeken (Harm/IPCI) is gebleken dat er in 2006 19.000 vermijdbare ziekenhuisopnames als gevolg van medicatiefouten waren. Medicatieveiligheid heeft daarom mijn bijzondere aandacht en loopt als een rode draad door de diverse veiligheidsprogramma’s. De richtlijn medicatieoverdracht is vorig jaar ontwikkeld en wordt nu door de diverse partijen geïmplementeerd.
Er kwam een multidisciplinaire 'Expertgroep Medicatieveiligheid' die de opdracht kreeg op korte termijn te komen met concrete voorstellen om de medicijnveiligheid te verbeteren en het aantal vermijdbare ziekenhuisgerelateerde opnames snel te verminderen. Deze expertgroep heeft in februari 2008 een rapport uitgebracht genaamd 'HARM-Wrestling'. Op 12-2-2013 stuurde minister Edith Schippers een vervolgrapport naar de Tweede Kamer, getiteld: “Acute ziekenhuisopnames die mogelijk zijn gerelateerd aan geneesmiddelbijwerkingen" Op 31 januari 2017 stuurde dezelfde minister een tweede vervolgonderzoek naar de kamer met als titel: 'Vervolgonderzoek Medicatieveiligheid'.